# Угљен-диоксид
Угљен-диоксид или угљеник(IV)-оксид је атмосферски природни гас који се састоји од једног атома угљеника и два атома кисеоника спојених ковалентним везама. Хемијска формула овог гаса је . У стандардним условима температуре и притиска је у гасовитом стању. У Земљиној атмосфери се налази у количини од око 0,041% (по запремини) Део је угљениковог циклуса, а биљке, алге и цијанобактерије га користе у процесу фотосинтезе (у присуству воде деловањем сунчеве светлости) за производњу угљених хидрата, чиме се као нуспроизвод отпушта кисеоник. Међутим, пошто се фотосинтеза не може одвијати у мраку, део угљен-диоксида биљке производе ноћу у процесу дисања.
Угљен-диоксид у природи настаје сагоревањем угља или угљоводоника, ферментацијом шећера у алкохолна пића, као и дисањем свих живих организама. Људи и копнене животиње га избацују из дисајних органа. Емитују га вулкани, гејзири и врели извори воде те друга места где је Земљина кора танка. Ослобађа се и из карбонатних стена путем растварања. CO2 се може наћи у језерима на дубинама испод нивоа мора, те измешан са нафтом и природним гасом.
Утицаји угљен-диоксида на околину су од значајног интереса. Угљен-диоксид је важан стакленички гас, који загрева површину Земље тако што смањује и онемогућава радијацију топлоте у свемир. Атмосферски угљен-диоксид је основни извор угљеника за живот на Земљи, а његова концентрација у Земљиној атмосфери пре индустријске револуције још од касног преткамбријума била је регулисана фотосинтетичким организмима. Међутим, од индустријске револуције до данас брзо је порасла концентрација 2 у атмосфери због сагоревања карбонских (фосилних) горива (угља, нафте и природног гаса). Последица повећања концентрације CO2 у атмосфери је глобално загревање те антропогене климатске промене. Угљен-диоксид је највећи извор закисељавања океана пошто он при растварању у води производи угљену киселину која је слаба киселина те је њена јонизација у води некомплетна.

## Особине
Под нормалним условима угљен-диоксид је у гасовитом агрегатном стању. Без мириса је, загушљив, незапаљив, тежи од ваздуха. Адијабатском експанзијом (ширењем са високог на атмосферски притисак) делимично прелази у чврсто стање (суви лед).

### Физичке
То је гас без боје. У мањим концентрацијама је без мириса и укуса. У већим концентрацијама, гас има оштар кисели мирис. При стандардним условима температуре и притиска, густина му је око 1,98 3 што је око 1,5 пута више од ваздуха те се у затвореним просторима често налази на дну просторије. Угљен-диоксид не може бити у течном стању при притиску испод 5,1 atm. При притиску од 1 atm (приближно „нормалном” притиску на нивоу мора), гас се претвара директно у чврсто стање на температури испод -78,5 °C а изнад те температуре 2 у чврстом стању сублимира директно у гас. У свом чврстом стању, угљен-диоксид се често назива и суви лед.
Течни угљен-диоксид се формира само при притиску изнад 5,1 atm. Тројна тачка угљен-диоксида је на око 518 kPa и −56,6 °C. Критична тачка је на 7,38 MPa и 31,1 °C. Проучаван је и другачији облик угљен-диоксида у чврстом стању при високом притиску у аморфном облику сличном стаклу. Тај облик стакла назван карбонија се производи од суперохлађеног CO2 при изузетно високом притиску (40—48 GPa или 400 хиљада atm) у дијамантској комори. Ово откриће је потврдило теорију да би угљен-диоксид могао да постоји у облику сличном стаклу, попут других чланова исте елементарне породице једињења као што су силикон, силикатно стакло и германијум-диоксид. За разлику од силике и германијског стакла, карбонија стакло није стабилно на нормалном притиску и враћа се у гасно стање када се смањи притисак.

### Хемијске

#### Структура и везе
Молекул угљен-диоксида је праволинијски и централно симетричан. Две C-O везе су једнаке и кратке (116,3 pm), а састоје се из двоструке везе. Пошто је централно симетричан, молекул нема електрични дипол. У складу са овом чињеницом, могуће је уочити само две вибрацијске линије у ИЦ спектру и то: антисиметрично проширење на 2349 cm−1 и савијање у близини 666 −1. Постоји и симетрично проширење на 1388 cm−1 које се може уочити само путем Раманове спектроскопије.

#### У воденом раствору
Угљен-диоксид је доста топљив у води. Водени раствор реагује кисело ( око 4), због стварања угљеничне киселине:
CO2 + H2O ⇔ H2CO3
Ова равнотежа помакнута је јако улево, јер је више од 99% CO2 растворено као молекул, а само мали део реагује с водом, дајући киселину. Хенријева константа угљене киселине је {\displaystyle K_{\mathrm {h} }={\frac {\rm {[H_{2}CO_{3}]}}{\rm {[CO_{2}(aq)]}}}=1,70\times 10^{-3}} (на 25 °C). Због тога, већи део угљен-диоксида није прешао у угљену киселину већ је остао као молекул 2 без утицаја на  вредност. Релативна концентрација 2 и  те депротонизованих форми HCO3− (бикарбонат) и CO32− (карбонат) зависе од pH. У неутралним и благо алкалним водама ( > 6,5) доминира бикарбонатна форма (>50%) и претежна је (>95%) при pH вредности морске воде. У веома алкалним водама ( > 10,4), доминира карбонатна форма (>50%). Океани, који су благо алкални са типичним вредностима pH од 8,2 до 8,5 садрже око 120 mg бикарбоната по литру.
Пошто је угљена киселина дипротична, има две константе киселе дисоцијације, прва је за дисоцијацију у бикарбонатни јон (хидроген карбонат) (HCO3−):

 на 25 °C.
Ово је права прва константа киселинске дисоцијације, дефинисана као {\displaystyle K_{a1}={\frac {\rm {[HCO_{3}^{-}][H^{+}]}}{\rm {[H_{2}CO_{3}]}}}}, где деноминатор укључује само ковалентну везу , а не укључује хидратизовани . Много мања и много чешће спомињана вредност око 4,16x10−7 је видљива вредност израчуната на бази (нетачне) претпоставке да је сав растворени CO2 присутан као угљена киселина, тако да је {\displaystyle K_{\mathrm {a1} }{\rm {(vidlji)}}={\frac {\rm {[HCO_{3}^{-}][H^{+}]}}{\rm {[H_{2}CO_{3}]+[CO_{2}(aq)]}}}}. Пошто већина раствореног угљен-диоксида остаје као молекул, (видљива) има далеко већи деноминатор и много мању вриједност од стварне .
Бикарбонатни јон је амфотерична врста која може реаговати и као киселина и као база, у зависности од pH вредности раствора. Код виших pH вредности, он се у великој мери дисоцира на карбонатни јон (32−):
У организмима, производња угљене киселине се катализује путем ензима карбонатне анхидразе.

#### Реакције
2 је слаби електрофил. Његова реакција са водом илуструје ову особину, при чему је хидроксид нуклеофил. С њим реагују и други нуклеофили. На пример, карбанјон који се добија из Григнардовог реагенса и органолитијумских једињења реагује са угљен-диоксидом те даје карбоксилате:
 (где је M = Li или MgBr, а R = алкил или арил).
У металним-угљик-диоксид комплексима CO2 служи као лиганд, а може послужити при конверзији CO2 у друге хемикалије
Редукција CO2 у угљен-моноксид је обично „тешка” и спора реакција:
Редокс потенцијал за ову реакцију при pH вредности од приближно 7 се креће око -0,53 V у односу на стандардну водоникову електроду. Ензим угљен-моноксид дехидрогеназа који садржи никал је катализатор у овом процесу.

## Примена
- У производњи пића и газираних напитака, заштиту и претакање;
- У хемијској индустрији за добијање карбоната, бикарбоната, ђубрива, синтезних смеса, у неутрализацији алкалних раствора, производњи боја, итд.;
- У техници заваривања, у металургији, ливарству, у хлађењу и заштити производа.

### Примена у гашењу пожара
Угљен-диоксид је ефикасно средство које на запаљену материју делује искључиво угушујуће, тако што је изолује од околног ваздуха, при чему је расхлађујући ефекат релативно мали. Он је погодно средство за гашење пожара у затвореним просторијама, јер истискује ваздух из просторија, кад у већини случајева долази до престанка процеса горења. Употребљава се најбоље за гашење пожара на електричним уређајима и инсталацијама под напоном (класе Е), мањих количина запаљивих течности и гасова, пожара класе Б и Ц, док се за гашење пожара лаких метала не препоручује.

## Начин производње и испоруке
- Добија се пречишћавањем сировог угљендиоксида из природних извора или из процеса хемијске индустрије и утечњавањем у робни гас.
- У челичним судовима - боцама, под притиском од 70-150 бара у течном агрегатном стању или у течном агрегатном стању специјалним транспортним судовима под притиском до суда корисника гаса.

## Поступак и материјали
- Гас у сувом стању није кородиван. За влажан гас је неопходна примена легираних челика. За течност се користе легирани челици за ниске температуре. Дозвољена је употреба већине пластичних материјала.
- У раду са гасом или течношћу под притиском треба се придржавати прописаних упутстава и мера заштите.

## Суви лед
Суви лед је угљендиоксид у чврстом агрегатном стању на температури од -79º C. Суви лед се производи од течног угљендиоксида при контролисаним условима у специјално конструисаној машини. При овом процесу настаје прво суви снег, а компресијом и суви лед, који се затим пресује кроз екструдерску плочу, и тако добија производ различитих димензија.
- Суви лед се испоручује у блоковима димензија 25 cm x 25 cm x 40 cm, просечне тежине око 25 kg.
- Пакује се и транспортује у изолованим контејнерима у које стаје око 250 kg.

## Употреба
Употребе сувог леда су разне од хлађења хране и пића у кетерингу, транспорта крви, крвне плазме и органа на ниским температурама, до чишћења и одмашћивања површина

## Примена
Основна употреба је за хлађење у транспорту.